# Língua sümi
Sümi, ou Sema, é uma língua Sino-Tibetana falada em Nagaland, Índia pelo povo  Sümi Naga.

## Falantes
É falado por cerca de 350 mil pessoas no nordeste da Índia, principalmente no centro e sul de Nagaland e também em Assam

## Classificação
Sümi é um membro do ramo Angami-Sümi da família linguística sino-tibetana

## Geografia
Em Nagaland é falado particularmente no distrito de Zunheboto ao redor da cidade de Zunheboto. Há também falantes de Sümi em distritos vizinhos e em Dimapur, a capital comercial de Nagaland, e Kohima, a capital política de Nagaland. Em Assam é falado no distrito de Tinsukia perto de Margherita, uma cidade na fronteira com Nagaland.
Em Nagaland é falado particularmente no distrito de Zunheboto ao redor da cidade de Zunheboto. Há também falantes de Sümi em distritos vizinhos e em Dimapur, a capital comercial de Nagaland, e Kohima, a capital política de Nagaland. Em Assam é falado no distrito de Tinsukia perto de Margherita, uma cidade na fronteira com Nagaland.

## Outros nomes
Sümi também é conhecido como Sema, Simi ou Sumi Naga. Os dialetos incluem Dayang (Western Sümi), Lazami, Jimomi e Zumomi.
.== Dialetos ==
Ethnologue lista os seguintes dialetos de Sümi.
- Dayang (Sumi Ocidental)
- Lazami
- Jimomi
- Zumomi

## Escrita
Sümi é escrito com o alfabeto latino e foi escrito pela primeira vez por missionários no início do século XX. Há algum material escrito no idioma, incluindo um dicionário, gramática e uma tradução da Bíblia
O  alfabeto latino usado pela língua não tem a letra W.. Usam-se o Ü, Gn, Ng, Ch, Chh, gh, kh, mh, nh, th, sh

## Fonologia

### Consoantes
|             |                   |          | Bilabial | Labiodental | Alveolar | Pós-alveolar | Palatal | Velar | Uvular | Glotal |
| ----------- | ----------------- | -------- | -------- | ----------- | -------- | ------------ | ------- | ----- | ------ | ------ |
| Nasal       | Nasal             | planain  | m        |             | n        |              |         | ŋ     |        |        |
| Nasal       | Nasal             | aspirada | mʱ       |             | nʱ       |              |         |       |        |        |
| Oclusiva    | Oclusiva          | surda    | p        |             | t        |              |         | k     | q      |        |
| Oclusiva    | Oclusiva          | aspirada | pʰ       |             | tʰ       |              |         | kʰ    | qʰ     |        |
| Oclusiva    | Oclusiva          | sonora   | b        |             | d        |              |         | ɡ     |        |        |
| Africada    | Africada          | surda    |          |             | (ts)     | tʃ           |         |       |        |        |
| Africada    | Africada          | aspirada |          |             | (tsʰ)    | tʃʰ          |         |       |        |        |
| Fricativa   | Fricativa         | surda    |          | f           | (s)      | ʃ            |         | x     |        | h      |
| Fricativa   | Fricativa         | sonora   |          | v           | (z)      | ʒ            |         | ɣ     |        |        |
| Aproximante | central]}         | plana    | (w)      |             | ɹ        |              | j       |       |        |        |
| Aproximante | consoante lateral | plana    |          |             | l        |              |         |       |        |        |
| Aproximante | consoante lateral | aspirada |          |             | lʱ       |              |         |       |        |        |

### Vogais
[[File:Sema monophthongs chart.svg|thumb|250px|[[Monotongos do Sema, conforme Teo (2012):368]]
As vogais Sema sãop|Teo|2012|p=369}}
|         | Anterior | Posterior |   |
| ------- | -------- | --------- | - |
| Fechada | i        | ɨ         | u |
| Medial  | e        |           | o |
| Aberta  |          | a         |   |

- Sümi tem três tons: alto, médio e baixo. Não há uma maneira padrão de indicá-los por escrito. O tom alto pode ser indicado com acento agudo (á) ou duplicando consoantes, enquanto o agudo grave pode ser indicado com acento grave (à) ou com h. O tom médio não costuma ser marcado. 
  - Por exemplo: apuh (tom baixo) = pai, apu (tom médio) = dipper, appu (tom alto) = filho.
- A frontal fechada e as vogais centrais fechadas foram descritas de várias maneiras como aproximantes [[[:Predefinição:IPAplink]], Predefinição:IPAplink] e [[[:Predefinição:IPAplink)]], Predefinição:IPAplink]. A vogal posterior fechada só foi descrita como próxima [u].[5][6]
  - Na posição medial da palavra, /ɨ/ pode ser percebido como meio [ə].[7][8]
- As vogais médias /e, o/ podem ser percebidas como meio fechadas [[[:Predefinição:IPAplink]], Predefinição:IPAplink] ou meio abertas [[[:Predefinição:IPAplink]], Predefinição:IPAplink].[7][9]
  - Teo (2012) descreve o alofone médio fechado de /o/ como um [o̟] ligeiramente avançado.[5]
- /a/ foi descrito como quase aberto [ɐ][5] e aberto [ä].[8]
  - Após paradas uvulares, /a/ pode ser realizado como abertura traseira não arredondada [ɑ].[8]